# Bad Schussenried
Bad Schussenried (fram till 1966 Schussenried) är en stad i Landkreis Biberach i det tyska förbundslandet Baden-Württemberg. Kommunen består av ortsdelarna (tyska Ortsteile) Bad Schussenried, Otterswang, Reichenbach och Steinhausen. Folkmängden uppgår till cirka 9 300 invånare, på en yta av 55,01 kvadratkilometer.
Staden ingår i kommunalförbundet Bad Schussenried tillsammans med kommunen Ingoldingen.

## Geografi
Bad Schussenried ligger ungefär 15 kilometer sydväst om staden Biberach an der Riss vid floden Schussen, som är en biflod av Rhen. Flodens källa ligger 2 kilometer norr om stadens centrum.

## Historia
I stadens område hittades rester av stenåldriga boplatser. 2009 hittades även hjul av trä, som är några av världens äldsta kända hjul. Lönnträet av hjulen daterades till ungefär 2900 till 2897 före Kristus.
Schussenried nämns för första gången i ett dokument 1153. 1183 grundades klostret Schussenried, som blev senast 1496 riksomedelbart (tyska Reichsabtei). Klosterbyggnaderna skadades under tyska bondekriget och trettioåriga kriget. Klostret sekulariserades 1803 och 1806 kom Schussenried till Kungariket Württemberg. Kommunen var en del av distriktet (tyska Oberamt, från och med 1934 Kreis) Waldsee. 1938 kom Schussenried till Landkreis Biberach.
Efter andra världskriget var Schussenried en del av den franska ockupationszonen. 1947 utnämndes Schussenried till en stad och kom 1952 till det nya förbundslandet Baden-Württemberg. 1966 har staden fått titeln "Bad" och heter sedan dess Bad Schussenried. De dåvarande självständiga kommunerna Otterswang och Steinhausen kom 1972 till kommunen Bad Schussenried, Reichenbach 1974.

## Befolkningsutveckling
| Befolkningsutvecklingen i Bad Schussenried 1975–2015 | Befolkningsutvecklingen i Bad Schussenried 1975–2015 | Befolkningsutvecklingen i Bad Schussenried 1975–2015 | Befolkningsutvecklingen i Bad Schussenried 1975–2015 | Befolkningsutvecklingen i Bad Schussenried 1975–2015 |
| ---------------------------------------------------- | ---------------------------------------------------- | ---------------------------------------------------- | ---------------------------------------------------- | ---------------------------------------------------- |
|                                                      |                                                      |                                                      |                                                      |                                                      |
| År                                                   |                                                      |                                                      | Folkmängd                                            | Areal (ha)                                           |
| 1975                                                 | 1975                                                 |                                                      | 7 662                                                | 5 506                                                |
| 1980                                                 | 1980                                                 |                                                      | 7 707                                                | 5 501                                                |
| 1985                                                 | 1985                                                 |                                                      | 7 567                                                |                                                      |
| 1990                                                 | 1990                                                 |                                                      | 7 572                                                |                                                      |
| 1995                                                 | 1995                                                 |                                                      | 8 092                                                |                                                      |
| 2000                                                 | 2000                                                 |                                                      | 8 301                                                | 5 502                                                |
| 2005                                                 | 2005                                                 |                                                      | 8 458                                                | 5 501                                                |
| 2010                                                 | 2010                                                 |                                                      | 8 464                                                |                                                      |
| 2015                                                 | 2015                                                 |                                                      | 8 537                                                |                                                      |
|                                                      |                                                      |                                                      |                                                      |                                                      |

## Bilder

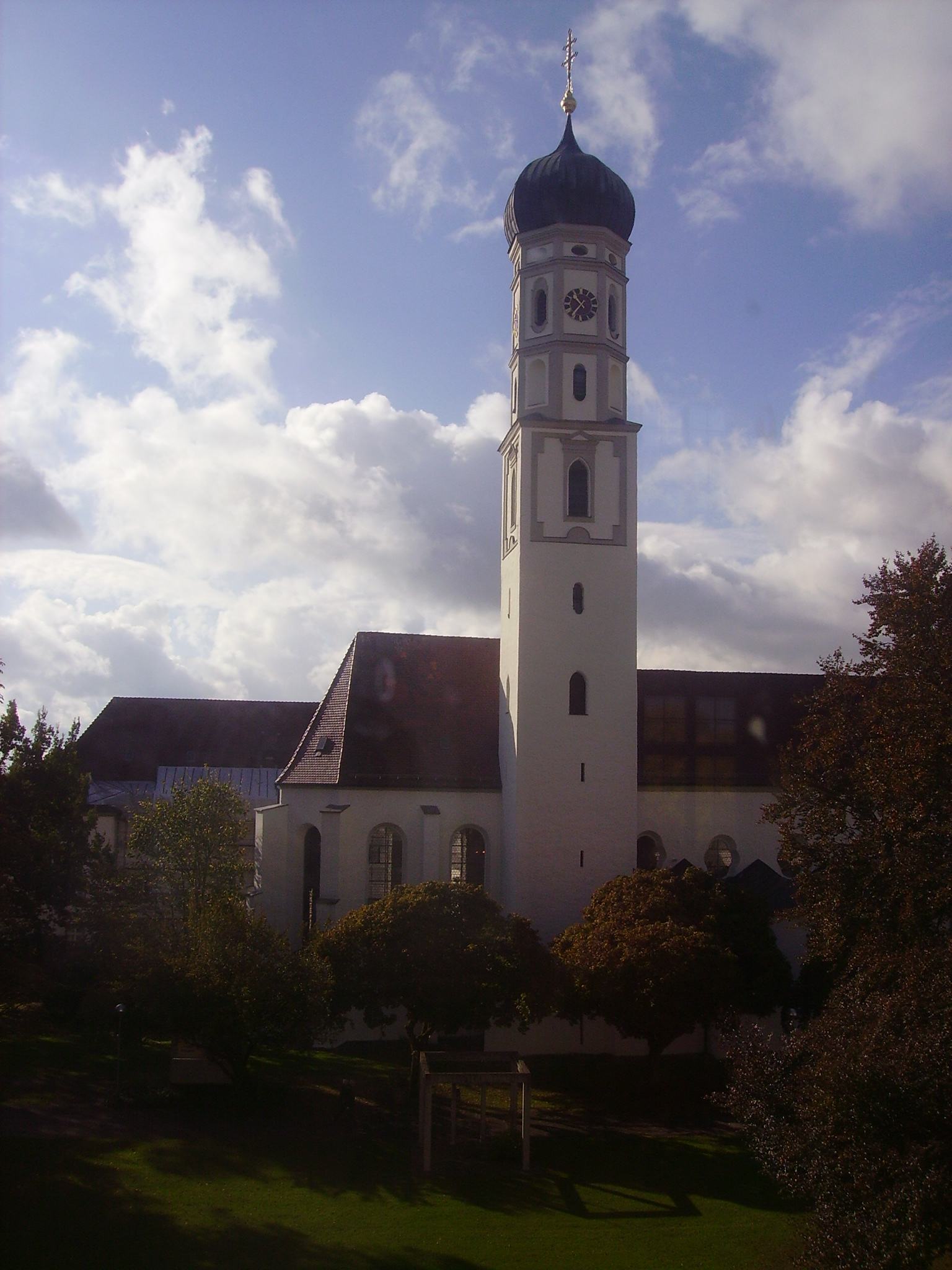
Kyrkan Sankt Magnus i Bad Schussenried.
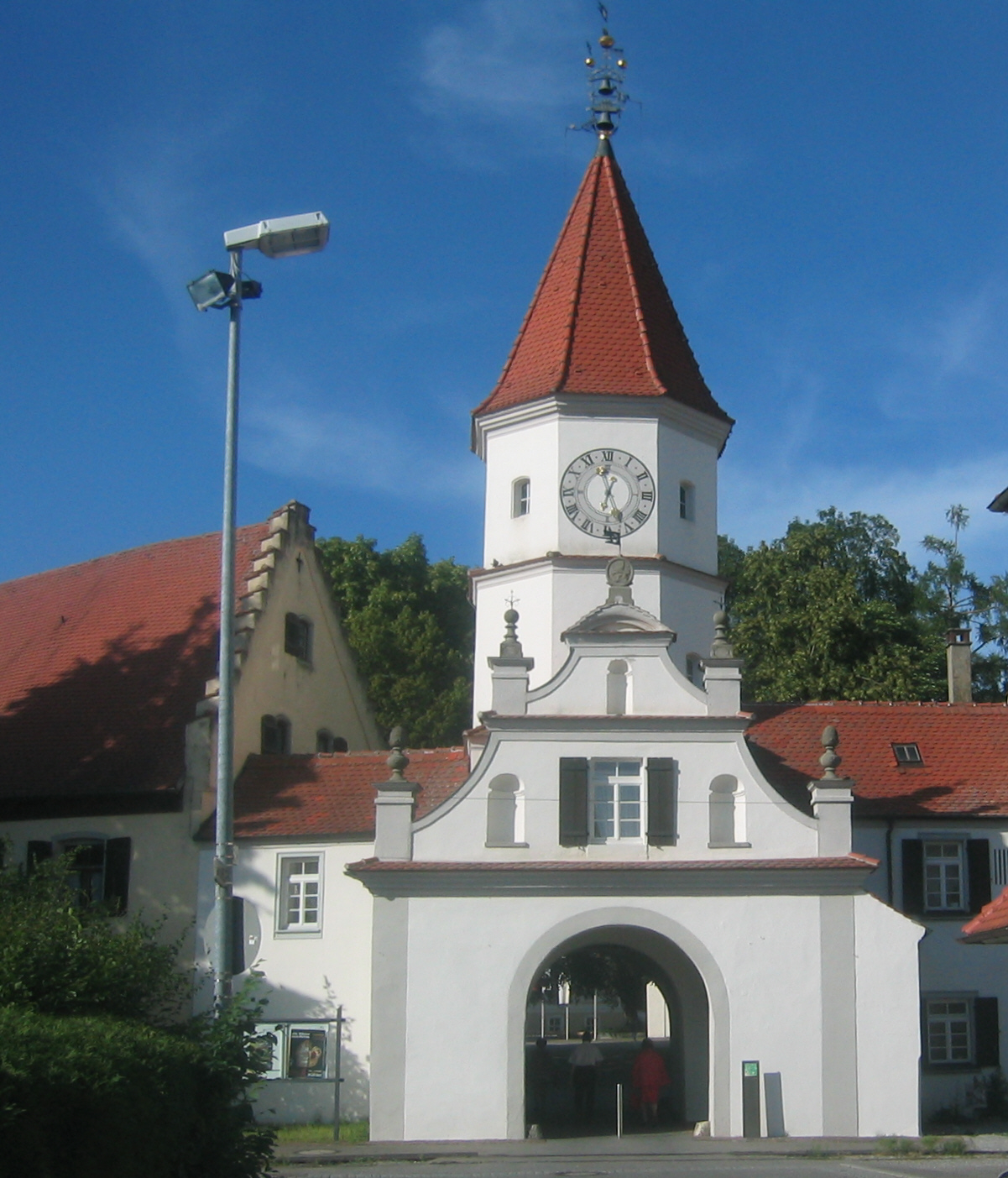
Klostrets portbyggnad.
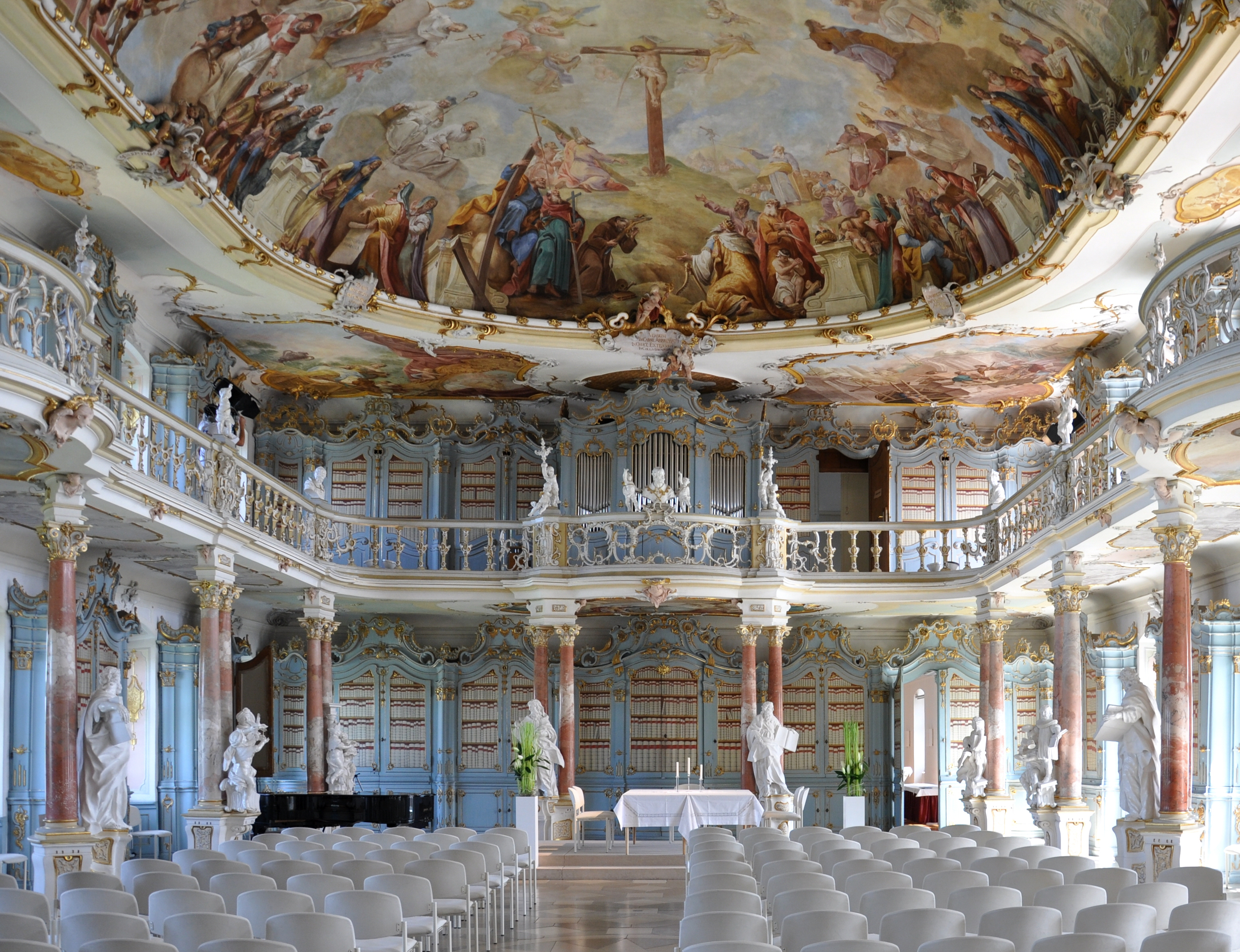
Klostrets bibliotek.
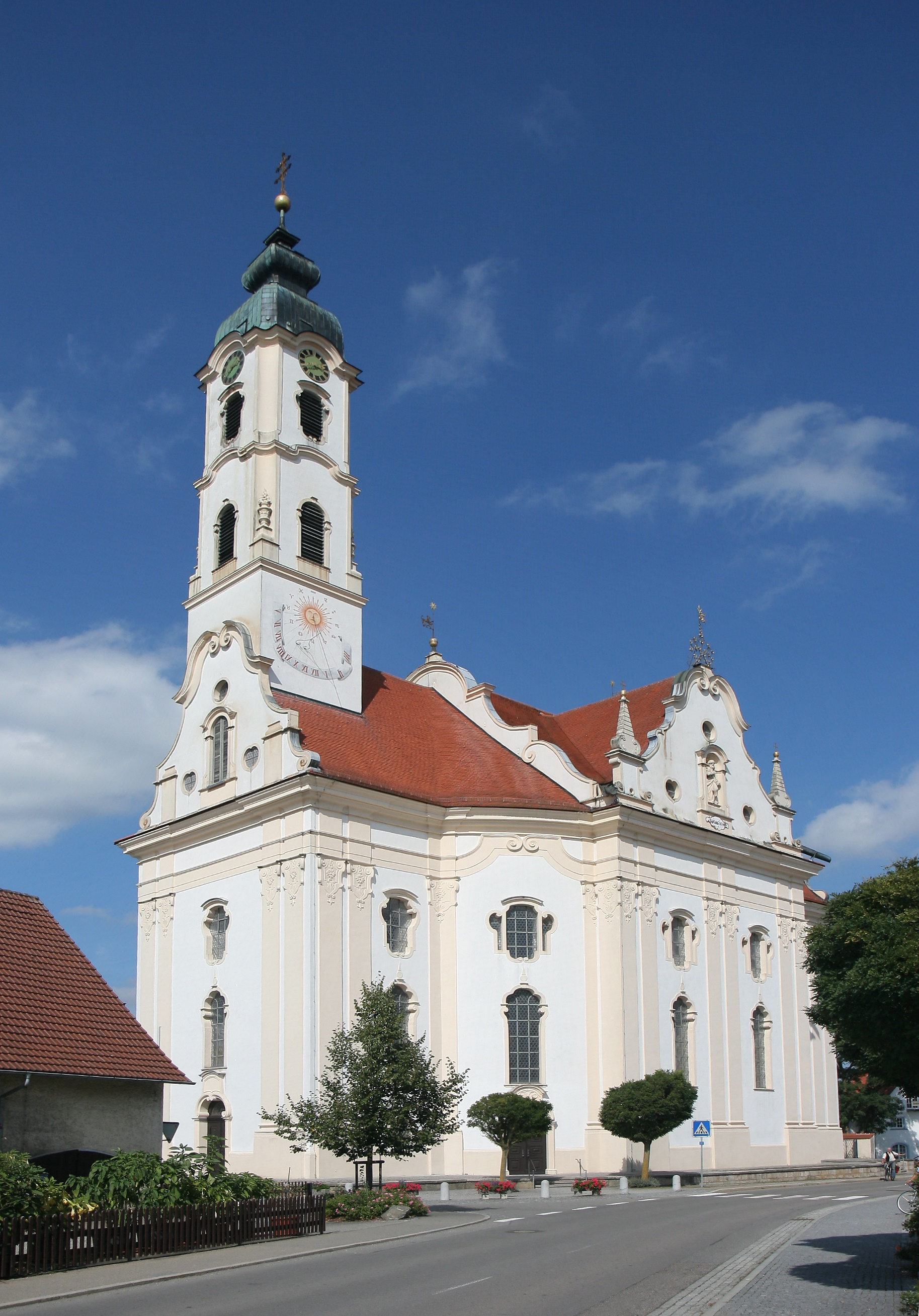
Kyrkan Sankt Peter och Paul i Steinhausen.
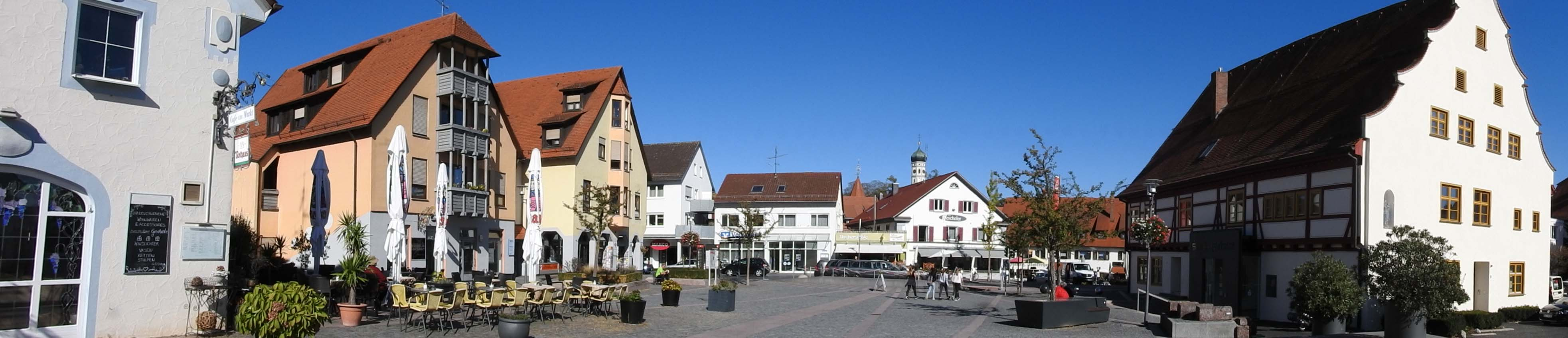
Torget i Bad Schussenried.